# Parkland
Parkland és una pel·lícula de drama històric estatunidenca del 2013 que relata els esdeveniments caòtics que van passar després de l'⁣assassinat de John F. Kennedy el 1963. La pel·lícula va ser escrita i dirigida per Peter Landesman, i produïda per Tom Hanks i Gary Goetzman de Playtone, Bill Paxton i Nigel i Matt Sinclair d'Exclusive Media. La pel·lícula està basada en el llibre de Vincent Bugliosi de 2008 Four Days in November: The Assassination of President John F. Kennedy. S'ha doblat i subtitulat al català.

## Repartiment
- James Badge Dale com a Robert Edward Lee Oswald Jr.
- Zac Efron com el Dr. Charles James "Jim" Carrico[4]
- Jackie Earle Haley com a Oscar Huber[5]
- Tom Welling com l'agent del servei secret Roy Kellerman[6]
- Colin Hanks com el Dr. Malcolm Perry[5]
- David Harbour com a James Gordon Shanklin[5]
- Marcia Gay Harden com la infermera principal Doris Nelson[7]
- Ron Livingston com a James P. Hosty[8]
- Jeremy Strong com a Lee Harvey Oswald[9]
- Billy Bob Thornton com a agent del servei secret Forrest Sorrels[4]
- Jacki Weaver com a Marguerite Oswald[4]
- Paul Giamatti com a Abraham Zapruder[4]